# 에리히 첼러
에리히 첼러(독일어: Erich Zeller1920년 1월 13일 - 2001년 11월 6일)는 독일의 피겨 스케이팅 선수이자 피겨 스케이팅 코치였다.

## 생애 및 선수 경력
에리히 첼러는 스케이트 선수로서 로트 - 바이스 - 베를린 클럽을 대표했고 1942년에 독일 선수권 대회에서 우승했다. 그는 기계 공학을 연구했다. 1942년에 그는 독일군을 입력하도록 강요했다. 1945년에 에리히 첼러는 아이스 쇼에 참가했다. 1956년에 그는 코치가 되었다. 그의 첫번째 제자는 한스 위르겐 바움러였다. 에리히 첼러는 서독에서 가장 성공적인 코치가 되었다.